# Aroue-Ithorots-Olhaïby
Aroue-Ithorots-Olhaïby (Baskisch: Arüe-Ithorrotze-Olhaibiis) is een gemeente in het Franse departement Pyrénées-Atlantiques (regio Nouvelle-Aquitaine) en telt 246 inwoners (2004). De plaatsen maken deel uit van het arrondissement Bayonne.De gemeente ligt in de Baskische provincie Soule.

## Geografie
De oppervlakte van Aroue-Ithorots-Olhaïby bedraagt 18,1 km², de bevolkingsdichtheid is 13,6 inwoners per km².
De onderstaande kaart toont de ligging van Aroue-Ithorots-Olhaïby met de belangrijkste infrastructuur en aangrenzende gemeenten.

## Demografie
Onderstaande figuur toont het verloop van het inwonertal (bron: INSEE-tellingen).

1. ↑  Populations de référence 2022.